# テ・アラロア
テ・アラロア（マオリ語: Te Araroa、英語: The Long Pathway）またはテアラロアとは、ニュージーランド・北島に位置するレインガ岬と、南島に位置する町・ブラフとを結ぶ全長3,000 kmの長距離トレイルである。テ・アラロアはマオリ語で「長い道のり」を意味する。

## 沿革
ナショナル・ウォークウェイの構想は1960年代頃にニュージーランド山岳団体連合（Federated Mountain Clubs of New Zealand）により提唱され、建設運動が行われた後、1975年にニュージーランド歩道委員会（New Zealand Walkways Commission）が設立されたものの、敷設は15年間進展しなかった。1994年にジャーナリストであったジェフ・チャップルがニュージーランドの長距離歩道の敷設を提案し、テ・アラロア・トラストが設立された。敷設のための提案や交渉の結果、この計画は2006年ごろから地方政府の敷設計画に組み込まれ始めた。その後10年間、数百名のボランティアによる作業が行われ、2011年12月3日に正式に開通した。
トレイルの内約60 %は自然保護局が保全している土地を横切っており、残りの約40 %はテ・アラロア・トラストが管理している。2007年に政府は保全用地内にトレイルを新設するために380万ドルの予算を割り当てた。
2019年時点で、歩行専用道路をトレイルの10%分削減することを長期的な目標とした道の改良計画が提案されている。

## トレイルの現況
テ・アラロアは未舗装の道や整備された道、放牧地や砂浜を通り抜ける小道、川などで構成されている。2013年には、トレイルの途中にあるネルソン・レイクス国立公園内のコンスタンス湖周辺にて死亡事故が発生したため、自然保護局が該当箇所の安全性について調査を行った。
ほとんどの完全踏破者は島ごとに50日から80日をかけて踏破する。完全踏破の最短記録は、2012年から2013年のシーズンにイギリスのウルトラマラソン選手であるジェズ・ブラッグが達成した53日である。完全踏破の最年少記録は、9歳の妹や両親と共に7歳で踏破したジョナサン・ラプシーが保持している。
毎年数十万人もの人々がトレイルを歩いており、完全踏破者は2015年から2016年のシーズンに350人、2017年から2017年の夏に550人以上の人が、そして2018年から2019年の夏に1200人が達成した。セクションごとではより多くの往来を見ることができる。例として、あるセクションでは毎年7万人から8万人もの人が往来しているところを見ることができる。
南島北部にあるクィーン・シャーロット・トラックを除き、通行許可や通行料金は必要ではないものの、トレイル自体が寄付金と助成金のみで運営されているため、全体を歩く人に500ドル、どちらか一方の島だけを歩く人に250ドル、一部のみを歩く人に小額の寄付をそれぞれ提案している。